# Wolfram Jehne
Wolfram Jehne (* 15. Februar 1926 in Berlin; † 9. Juni 2018) war ein deutscher Mathematiker, der sich mit Algebraischer Zahlentheorie befasste. Er war Professor an der Universität zu Köln.

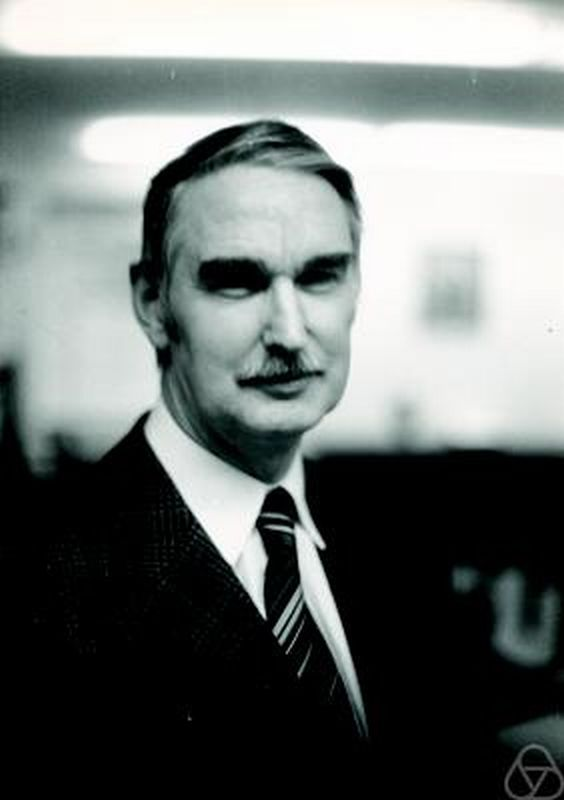
Wolfram Jehne, Erlangen 1976

## Leben
Jehne studierte bei Helmut Hasse an der Humboldt-Universität Berlin. Als Hasse 1950 nach Hamburg ging, folgte er ihm wie viele andere Hasse-Schüler auch. In seiner Diplomarbeit von 1952,  löste er ein von Hasse gestelltes Problem zur Charakterisierung abelscher Erweiterungen von Zahlkörpern durch Elemente der Kohomologiegruppe der zur Erweiterung gehörigen Galoisgruppe. Jehne löste den globalen Fall (wie auch unabhängig Gerhard Hochschild, Tadashi Nakayama), für p-adische Zahlkörper, also den lokalen Fall, wurde das schon von Igor Schafarewitsch  1949 gelöst, was aber im Hasse-Umkreis damals nicht bekannt war. 1954 wurde er bei Hasse in Hamburg promoviert (Zur modernen Klassenkörpertheorie). Für die Neuauflage der  Enzyklopädie der mathematischen Wissenschaften bei Teubner gab er 1953 mit Hasse den Teilband Algebraische Zahlentheorie von Philipp Furtwängler in bearbeiteter Form heraus. Im Umkreis von Hasse galt er damals als Experte für die damals neuen kohomologischen Methoden in der Klassenkörpertheorie. 1958/59 war er am Institute for Advanced Study (auf Empfehlung von Emil Artin, den Hasse darum bat). Von 1965 bis 1991 lehrte er dann als Professor an der Kölner Universität.
Er war unter anderem Ko-Autor eines Buches über die Mathematik von Sudoku. Der Althistoriker Martin Jehne ist sein Sohn.

## Schriften
- Zur modernen Klassenkörpertheorie, Sitzungsberichte Deutsche Akad. Wiss. Berlin, Nr. 3, 1954
- Die Struktur der symplektischen Gruppe über lokalen und dedekindschen Ringen, Sitzungsberichte Heidelberger Akademie der Wissenschaften 1964
- mit Gabriele Dankert, Arnt Volkenborn: Seminar p-adische Funktionentheorie, Universität zu Köln 1967
- On knots in algebraic number theory, J. Reine Angew. Math., Band 311/312, 1979, 214–254,[8]Online
- mit Herbert Wingen: Eine mathematische Theorie der Sudokus, De Gruyter 2013